# Jardinella pallida
Jardinella pallida é uma espécie de gastrópode  da família Hydrobiidae.
É endémica da Austrália.